# Mouzay (Mosa)
Mouzay és un municipi francès situat al departament del Mosa i a la regió del Gran Est. L'any 2007 tenia 732 habitants.

## Demografia

### Població
El 2007 la població de fet de Mouzay era de 732 persones. Hi havia 313 famílies, de les quals 99 eren unipersonals (32 homes vivint sols i 67 dones vivint soles), 99 parelles sense fills, 107 parelles amb fills i 8 famílies monoparentals amb fills.
La població ha evolucionat segons el següent gràfic:
Habitants censats

### Habitatges
El 2007 hi havia 374 habitatges, 317 eren l'habitatge principal de la família, 25 eren segones residències i 31 estaven desocupats. 361 eren cases i 13 eren apartaments. Dels 317 habitatges principals, 266 estaven ocupats pels seus propietaris, 35 estaven llogats i ocupats pels llogaters i 17 estaven cedits a títol gratuït; 3 tenien una cambra, 3 en tenien dues, 31 en tenien tres, 65 en tenien quatre i 215 en tenien cinc o més. 233 habitatges disposaven pel capbaix d'una plaça de pàrquing. A 122 habitatges hi havia un automòbil i a 145 n'hi havia dos o més.

### Piràmide de població
La piràmide de població per edats i sexe el 2009 era:
| Homes | Edats   | Dones |
| ----- | ------- | ----- |
| 4     | 95 o +  | 0     |
| 4     | 90 a 94 | 0     |
| 8     | 85 a 89 | 12    |
| 0     | 80 a 84 | 4     |
| 12    | 75 a 79 | 12    |
| 28    | 70 a 74 | 28    |
| 20    | 65 a 69 | 24    |
| 28    | 60 a 64 | 12    |
| 16    | 55 a 59 | 36    |
| 20    | 50 a 54 | 16    |
| 28    | 45 a 49 | 36    |
| 12    | 40 a 44 | 32    |
| 28    | 35 a 39 | 8     |
| 32    | 30 a 34 | 36    |
| 12    | 25 a 29 | 20    |
| 28    | 20 a 24 | 4     |
| 32    | 15 a 19 | 8     |
| 32    | 10 a 14 | 28    |
| 40    | 5 a 9   | 20    |
| 32    | 0 a 4   | 12    |

## Economia
El 2007 la població en edat de treballar era de 467 persones, 319 eren actives i 148 eren inactives. De les 319 persones actives 268 estaven ocupades (159 homes i 109 dones) i 51 estaven aturades (24 homes i 27 dones). De les 148 persones inactives 59 estaven jubilades, 29 estaven estudiant i 60 estaven classificades com a «altres inactius».

### Ingressos
El 2009 a Mouzay hi havia 312 unitats fiscals que integraven 738 persones, la mediana anual d'ingressos fiscals per persona era de 15.887 €.

### Activitats econòmiques
Dels 20 establiments que hi havia el 2007, 1 era d'una empresa extractiva, 1 d'una empresa alimentària, 2 d'empreses de fabricació d'altres productes industrials, 5 d'empreses de construcció, 2 d'empreses de comerç i reparació d'automòbils, 3 d'empreses de transport, 2 d'empreses d'hostatgeria i restauració, 1 d'una empresa financera, 1 d'una empresa immobiliària, 1 d'una empresa de serveis i 1 d'una empresa classificada com a «altres activitats de serveis».
Dels 5 establiments de servei als particulars que hi havia el 2009, 1 era una oficina de correu, 2 paletes, 1 guixaire pintor i 1 restaurant.
L'únic establiment comercial que hi havia el 2009 era una fleca.
L'any 2000 a Mouzay hi havia 11 explotacions agrícoles que ocupaven un total de 465 hectàrees.

## Equipaments sanitaris i escolars
El 2009 hi havia una escola elemental.

## Poblacions més properes
El següent diagrama mostra les poblacions més properes.